# Districtul Mezőkovácsháza
Mezőkovácsháza (în maghiară Mezőkovácsházai járás) este un district în județul Békés, Ungaria.
Districtul are o suprafață de 881,49 km2 și o populație de 40.608 locuitori (2013).